# Dorika grandis
Dorika grandis là một loài bướm đêm trong họ Noctuidae.